# Quinton Ross
Quinton Lenord Ross (30 de abril de 1981) é um ex-jogador de basquete americano.

## Escola e faculdade
Ross não foi draftado no Draft da NBA de 2003 depois de se formar pela Universidade Southern Methodist, onde ele se formou em economia. Ross, teve uma média de 14,8 pontos, 5.5 rebotes e 1,9 assistências em 119 jogos jogados nos seus quatro anos de faculdade. Ele terminou sua carreira na SMU como o quarto maior pontuador com 1,763 pontos.

## Profissional
Ele foi o último jogador dispensado pelo Clippers antes do início da temporada regular. Ele assinou com o Telindus Oostende da Bélgica por uma temporada (2003-04). Durante o seu tempo no exterior, ele teve uma média de 16,7 pontos e 4.8 rebotes. 
Ross assinou um contrato de quatro anos como agente livre com o Clippers em 16 de agosto de 2004.
Em 17 de janeiro de 2007, Ross marcou sua maior marca de pontos quando fez 24 pontos em uma vitória contra o Golden State Warriors.  Sua marca anterior ocorreu em 18 de Maio de 2006, contra o Phoenix Suns no jogo 6 da semi-finais da Conferência Oeste, quando marcou 18 pontos. 
Em 26 de setembro de 2008, Ross assinou um contrato com o Memphis Grizzlies. 
Em 8 de julho de 2009, Ross assinou um contrato com o Dallas Mavericks. 
Em 13 de fevereiro de 2010, Ross foi trocado para o Washington Wizards, junto com o Josh Howard, Drew Gooden e James Singleton por Caron Butler, Brendan Haywoode DeShawn Stevenso n.
Em 29 de junho de 2010, Ross foi trocado para o New Jersey Nets por Yi Jianlian. Ele foi dispensado pelos Nets em 31 de Março de 2011. 
Durante a temporada 2012-13, ele jogou na França. 

## Prémios e distinções
- First Team All-WAC honras: 2003
- Associated Press Menção Honrosa All-América: 2003

## Estatísticas de carreira na NBA

### Temporada Regular
| Anos     | Times       | Jogos | MPJ  | FG%  | 3P%  | FT%  | RPJ | APJ | RBPJ | BPJ | PPJ |
| -------- | ----------- | ----- | ---- | ---- | ---- | ---- | --- | --- | ---- | --- | --- |
| 2004-05  | LA Clippers | 78    | 21.3 | .432 | .250 | .673 | 2.7 | 1.4 | .7   | .3  | 5.1 |
| 2005-06  | LA Clippers | 67    | 22.6 | .422 | .000 | .760 | 2.5 | 1.2 | .8   | .2  | 4.7 |
| 2006-07  | LA Clippers | 81    | 21.0 | .467 | .200 | .782 | 2.3 | 1.1 | .9   | .4  | 5.2 |
| 2007-08  | LA Clippers | 76    | 19.8 | .391 | .429 | .667 | 2.3 | 1.2 | .6   | .4  | 4.1 |
| 2008-09  | Memphis     | 68    | 17.1 | .382 | .375 | .810 | 1.9 | .7  | .5   | .2  | 3.9 |
| 2009-10  | Dallas      | 27    | 11.1 | .411 | .231 | .625 | 1.0 | .3  | .3   | .1  | 2.0 |
| 2009-10  | Washington  | 25    | 10.4 | .309 | .125 | .500 | .9  | .2  | .2   | .1  | 1.5 |
| 2010-11  | New Jersey  | 36    | 9.8  | .441 | .000 | .357 | .8  | .3  | .1   | .2  | 1.6 |
| Carreira | Carreira    | 458   | 18.5 | .419 | .318 | .711 | 2.1 | .9  | .6   | .3  | 4.1 |

### Playoffs
| Anos | Times       | Jogos | MPJ  | FG%  | 3P%  | FT%  | RPJ | APJ | RBPJ | BPJ | PPJ |
| ---- | ----------- | ----- | ---- | ---- | ---- | ---- | --- | --- | ---- | --- | --- |
| 2006 | LA Clippers | 12    | 24.5 | .534 | .000 | .875 | 2.7 | .8  | .6   | .7  | 7.7 |